# Насилна смрт
Насилна смрт је свака она смрт која није настала због природних околности (болест, старост), него је смрт узрокована насилно повредом или тровањем.  Умрли услед насилних смрти разврставају се, у односу на спољни узрок смрти, у четири групе: умрли услед несретног случаја, умрли услед самоубиства, умрли  услед убиства и умрли од осталих узрока.

## Дефиниција
Двадесета Светска здравствена скупштина је 1967. године дефинисала  узроке смрти који се уписују у лекарски извештај о узроку смрти као:
Све оне болести, болесна стања или повреде које до смрти довеле или су јој допринеле као и околности несрећног случаја или насиља због којих су такве повреда настале.
Циљ ове  дефиниције је да обезбеди да се све релевантне информације региструју и да се правилно унесу у законом прописана обрасце о узроку смрти. Дефиниција не садржи симптоме и начине умирања, као што су престанак рада срца или престанак дисања.

## Епидемиологија
Насилне смрти (самоубиства, убиства и несреће) су водећи узрок смрти код људи од 1 до 39 година и трећи водећи узрок смрти за људе свих узраста у САД. Иако стопа насилне смрти има тенденцију пада од 1900-их. година,  међу младима од 15 до 24 године, стопа насилне смрти је тренутно највећа икада забележена у САД, а стопе самоубистава и убистава међу особама од 5 до 14 и од 15 до 24 године су високе или веће од свих претходних аналаиза.
Дужина очекиваног живота изгубљеног насилном смрћу већа је од оног за било који други узрок смрти, док су стопе самоубистава и убистава билеизузетно паралелне током времена; а стопе самоубистава међу младим белцима биле су веће и непредстано расле од оних међу младим небелцима.

### Глобална насилна смрт (ГВД)
У оквиру Агенде за одрживи развој до 2030. и њених циљева одрживог развоја државе су се обавезале да ће „промовисати мирна и инклузивна друштва за одрживи развој, омогућити приступ правди за све и изградити ефикасне, одговорне и инклузивне институције на свим нивоима. Први циљ идентификован у оквиру овог циља, Циљ 16.1, обавезује све државе да „значајно смање све облике насиља и повезане стопе смртности на било ком месту.
База података о Глобалној насилној смрти (ГВД), која се ажурира сваке године, пружа алат за процену напретка у спровођењу циља 16.1. Садржи податке почев од 2004. године и укључује скупове података о директним смртним случајевима у сукобима, убиствима, убиствима током правних интервенција и насилној смрти ватреним оружјем—укључујући распрострањеност убистава жена из ватреног оружја, као и бројке за жене жртве смртоносног насиља уопштено.

## Етиологија
Насилна смрт може бити последица:
- Задеса, као намерно или случајно насилно оштећења или уништења сопственог или туђег здравља или живота.

- Самоубиства, као облик активног или пасивног аутодеструктивног чина у којем човек свесно и намерно одузима себи живот, због различитих мотива.

- Убиства, које је свако људско дело које за непосредну последицу има нечију смрт. У кривично-правном, судско-медицинском па и сваком другом смислу представља свесно, намерно и противправно лишење живота другог лица. То лишење живота другог лица може бити извршено различитим делатностима, на различите начине и употребом различитих средстава.
- Предозирања дрогом, настаје када особа унесе у тело већу количину дроге коју тело може  да поднесе.
- Осталих насилних радњи, у које нпр. спада насилна вожња аутомобилом у пијаном стању, рушење објеката,  итд.

Узрок насилне смрти утврђује се вршењем одговарајуће судско-медицинске обдукције која спада у компликованије облике судско-медицинског вештачења. Проблеми код ове врсте обдукције су у проналажењу, препознавању и правилном тумачењу утврђених промена. Обдукција се мора извршити  у случају свих облика насилне смрти или симњивих смрти па и онда када постоји временски размак између узрокованог деловања и смрти.

## Утицај насилне смрти на најближе
Студија из 2015. дефинисала је трауму изазвану губиткома као:
„Смрт [која] наступи без упозорења; ако је неблаговремена; ако укључује насиље; ако постоји оштећење тела вољене особе; ако га је проузроковао извршилац; ако преживели верује да је вољена особа патила; или ако преживели сматра смрт или начин смрти неправедним и бруталним.”
Уопштено говорећи, показало се да трауматске, а посебно насилне смрти, доводе до повећаног стреса. Када вољена особа насилно умре, то најближе потресе до корена. То разбија код ње претпоставке да је свет у основи безбедан и баца је у торнадо туге и губитка који узима свој данак. Људи говоре да се осећају потиштено, потресено и скоро уништено. Осећања беса, туге, страха, панике, бола и чежње могу превладати. Када почне агонија, немогуће је замислити да постоји начин да се икада нађе и најмање олакшање. 
Када до смрти дође услед изненадних, неочекиваних околности, као што су несреће, самоубиство или убиство, реакције су теже, преувеличане и компликованије. Капацитет ожалошћеног да користи своје адаптивне механизме суочавања је преоптерећен. То не значи да је овај губитак тежи од природне смрти, већ су само фактори који утичу на ожалошћену особу као резултат изненадне насилне смрти само компликованији.
Кко људи имају тенденцију да се изолују, проналажење других са којима ће поделити тугу толико је  важно за лечење и преживљавање последица насилне смрти вољене особе.